# Keraudrenia hookeriana
Keraudrenia hookeriana är en malvaväxtart som beskrevs av Wilhelm Gerhard Walpers. Keraudrenia hookeriana ingår i släktet Keraudrenia och familjen malvaväxter. Inga underarter finns listade i Catalogue of Life.